# مجموعة ديفيد

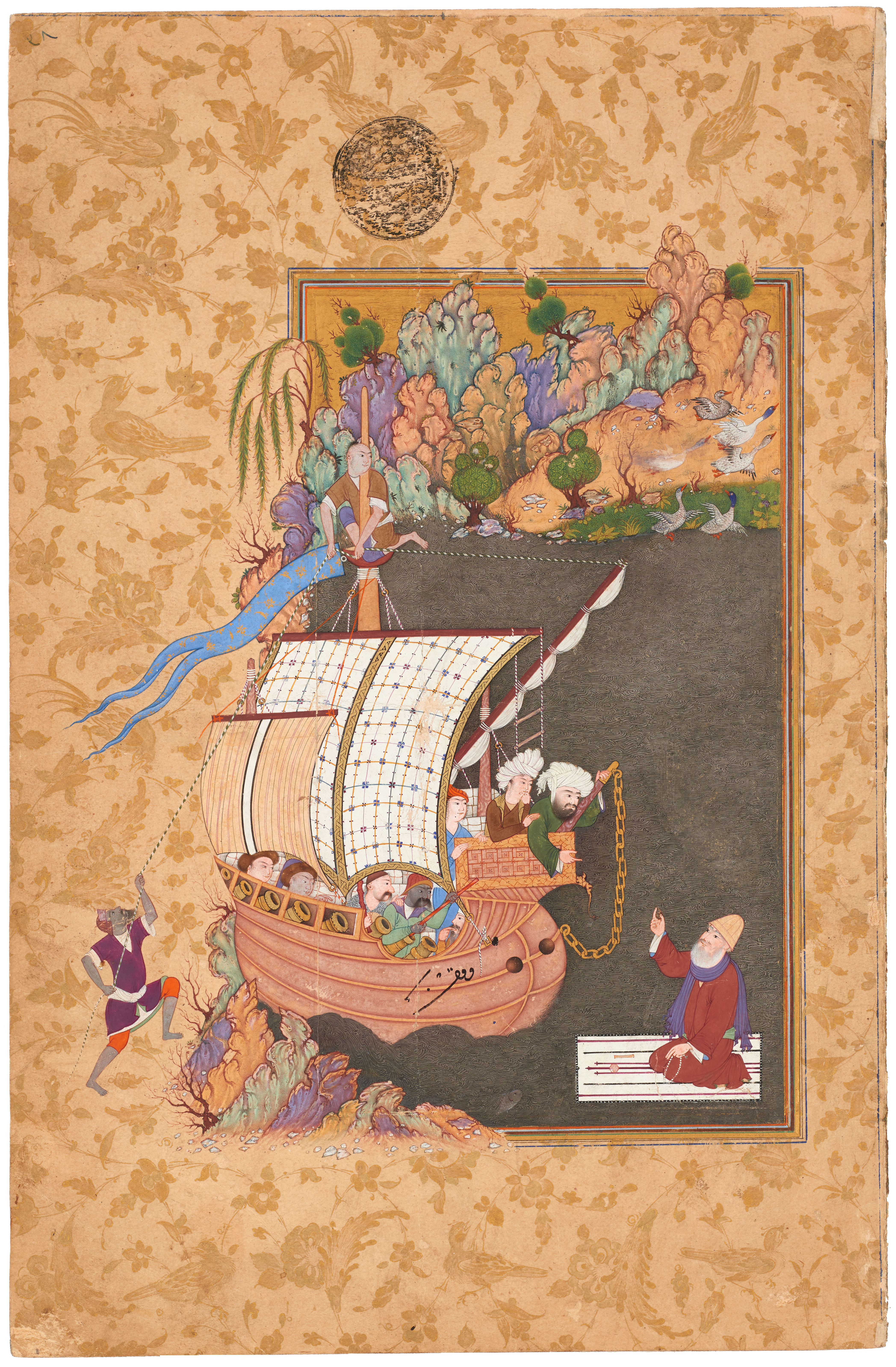
أحد الدراويش من ولاية فارياب يعبر النهر على سجادة صلاته. دلالة على قصة كتبها سعدي الشيرازي في بستان (كتاب). اللوحة محفوظة في مجموعة ديفيد

مجموعة ديفيد (بالدنماركية: Davids Samling)‏ هو متحف للفنون الجميلة والتطبيقية في كوبنهاغن بالدنمارك، تم بناؤه حول المجموعات الخاصة للمحامي ورجل الأعمال وجامع الأعمال الفنية س. إل. ديفيد.
يشتهر المتحف بشكل خاص بمجموعته من الفن الإسلامي من القرن الثامن إلى القرن التاسع عشر، والتي تُعدُّ واحدة من أكبر المجموعات في شمال أوروبا. يضم المتحف أيضًا فنونًا جميلة وتطبيقية من أوروبا في القرن الثامن عشر والعصر الذهبي الدنماركي بالإضافة إلى مجموعة صغيرة من الفن الدنماركي الحديث المبكر. حصل س. إل. ديفيد نفسه على جميع الأعمال الفنية في مجموعة الفن الدنماركي المبكر.
يقع المتحف في مبنى كلاسيكي جديد في شارع كرونبرينسيغيد ‏ وسط كوبنهاغن، ويطل على حدائق قلعة روزنبورغ ‏. من عام 2006 إلى عام 2009، تم إغلاق المجموعة للجمهور بينما خضع المبنى لعملية تجديد وإعادة ترتيب كبيرة. عندما أعيد افتتاحه في 15 مايو 2009، تم وصفه بأنه «المتحف الأكثر تميزًا في الدنمارك» في الصحيفة الدنماركية الوطنية بوليتكن ‏.

## تاريخ
تم بناء المتحف حول المجموعة الخاصة لديفيد (1878–1960)، وهو محامٍ في المحكمة الدنماركية العليا. كان المبنى الموجود في شارع كرونبرينسيغيد ‏ الذي يضم المتحف هو المنزل الخاص للمؤسس، وقد اشتراه في الأصل عام 1810 من قبل جده الأكبر، ولكن تم بيعه مرة أخرى في عام 1830. في عام 1917، أعاد ديفيد الاستحواذ عليه، حيث أقام فيه ولكنه جعل مجموعته متاحة أيضًا للجمهور في الطوابق العليا من المبنى.
في 12 ديسمبر 1945، أصبحت المجموعة، إلى جانب المبنى الذي يضمها، مؤسسة مستقلة، مؤسسة ديفيد والمجموعة، وافتتح المتحف في عام 1948. على مر السنين، تم توسيع مساحة المعرض وإعادة بنائه باستمرار مع تزايد المجموعات. في عام 1960، بعد وفاة مؤسسها، أصبحت المؤسسة الوريث الوحيد لثروته.
في عام 1986، استحوذت المؤسسة على العقار المجاور، حيث قام المهندس المعماري فيلهلم فولرت ‏، المعروف أيضًا بتصميم متحف الفن الحديث في لويزيانا، بتصميم معرض جديد بالكامل لتوسيع مجموعة المنمنمات الإسلامية في عام 1990.
تضمنت عمليات إعادة البناء الإضافية تدريجياً المزيد من الغرف والمرافق المحسنة. في عام 2006، تم إغلاق المتحف مؤقتًا أمام الجمهور عندما تمّ تجديد وإعادة ترتيب المجموعات. أعيد فتحه في 15 مايو 2009.

## المبنى
بعد حريق كوبنهاغن عام 1795 ‏، منح الملك للمدينة قطاعًا من الأرض كان جزءًا من حدائق قلعة روزنبورغ. على هذه الأرض تم بناء شارع كرونبرينسيغيد في الأعوام بين سنتي 1806 و1807، جنبًا إلى جنب مع منازل أخرى في الشارع.
شُيّد المبنى على الطراز الكلاسيكي الجديد السائد للكابتن جي سي كريجر بواسطة صهره، جي إتش راورت. مخطط الأرضية للمبنى مع المنازل الأخرى في الشارع هو شكل حرف L مميز يتكون من ثلاث غرف تواجه الشارع وغرفة الطعام في زاوية كل طابق، حيث يلتقي المبنى الأمامي بالمبنى الجانبي معًا مع سلسلة من الغرف الأصغر في القسم الأخير. تم توسيع المبنى الجانبي بشكل أكبر عن طريق ملحق جانبي من خمسة طوابق والذي كان يتضمن في الأصل المطابخ ومأوى الخدام.
كان المهندس المعماري كارل بيترسن مسؤولاً عن أول إعادة بناء للطابق العلوي، حيث تم منح السقف درجة انحدار أكبر لتوفير مساحة كافية لغرفتين كبيرتين منورتين. تم الانتهاء من إعادة البناء هذه حوالي عام 1920.
تم تقسيم جزء من الطابق العلوي إلى ثلاث غرف، وتم تشطيبها على الطراز الكلاسيكي الجديد مع أسقف مغطاة جزئيًا وألواح طويلة وأرضيات خشب مزخرفة. تحتوي اثنتان من الغرف أيضًا على مناور حيث تم استخدام هذه الغرف كمعارض. لا تزال الأعمال الخشبية تجذب الكثير من الاهتمام. يأتي الخشب من رصيف ميناء الملك كريستيان السادس، الذي تم تفكيكه عام 1918. يعتمد لون البلوط الأغمق أو الفاتح على الوقت الذي يقضيه في الماء.
في عام 1928، صمّم المهندس المعماري كار كلينت ‏ غرفتي عرض للمجموعة المتزايدة من البورسلين. لا تزال الغرف وحالات المعرض قيد الاستخدام، ولكن الآن حصريًا للمجموعة الإسلامية.

## المجموعات
تشتهر المجموعة بمجموعتها من الفن الإسلامي، وتحتوي على أعمال من المجال الثقافي الإسلامي بأكمله تقريبًا، من إسبانيا في الغرب إلى الهند في الشرق، والتي يرجع تاريخها من القرن السابع إلى القرن التاسع عشر.
تشمل المجموعات الأوروبية والدنماركية:
- الأثاث (أعمال ديفيد رونتغن [الإنجليزية]‏)
- البورسلين (بما في ذلك خزف مايسن المبكر)
- الفضيات
- المنحوتات والسيراميك من صنع فنانين دنماركيين بين 1880 و1950

ولوحات لعدة فنانين، من بينهم:
| - فرانسوا بوشيه - بول سيمون كريستيانسن - كريستوفر فيلهلم إكرسبيرج - ألبرت غوتشالك - فيلهلم هامرشوي - كونستانتين هانسن - بيتر هانسن - بيدير كروير - جوهانس لارسن - أغنيس لينن - يوليوس بولسين |